# Subjektives Wohlbefinden

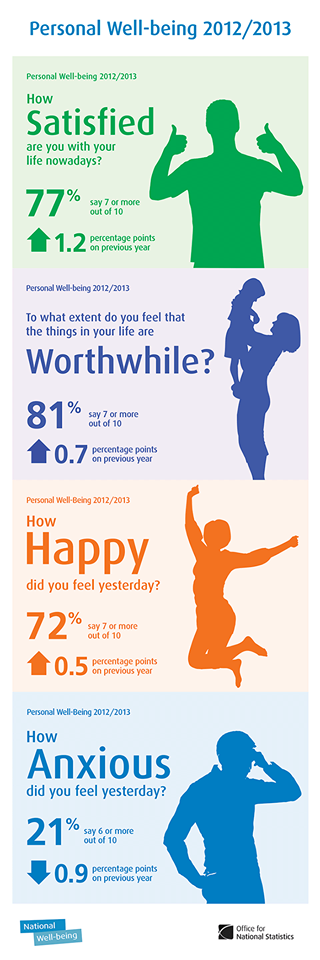

Subjektives Wohlbefinden (englisch subjective well-being, kurz: SWB) beschreibt das selbst wahrgenommene Gefühl des Glücks im Leben oder der Zufriedenheit mit dem Leben. Daneben gibt es Maße des objektiven Wohlbefindens, die versuchen, die Lebensqualität eines Menschen zu erfassen. Fasst man beide Bereiche zusammen, erhält man das Wohlbefinden als Wohlstandsindikator auf nationalem und internationalem Niveau.
Manchmal unterscheidet man neben dem subjektiven und objektiven Wohlbefinden (SWB/OWB) einen dritten distinkten Aspekt, das psychische bzw. psychologische Wohlbefinden (PWB). Allerdings werden SWB und PWB auch synonym gebraucht.

## Geschichte und Hintergrund
Überlegungen zum Glück, Glücklichsein oder dem guten Leben reichen zurück bis zu den frühesten Philosophen und Denkern (siehe auch Philosophie des Glücks). Die Idee des SWB im heutigen Sinne lässt sich bis zum Utilitarismus von Jeremy Bentham zurückverfolgen, der annahm, dass die Grundlage eines guten Lebens aus der Anwesenheit von Freude und Vergnügen und der Abwesenheit von Schmerz bestand.
Eine der frühesten empirischen Arbeiten in diese Richtung stammt von John C. Flügel (1925), der die Stimmungen von Personen untersuchte, indem er für sie emotionale Ereignisse erfasste und die emotionalen Reaktionen über die Momente aufsummierte.
Die wissenschaftliche, insbesondere empirische Untersuchung von SWB begann mit dem Aufkommen der positiven und der humanistischen Psychologie in den 1970er und 80er Jahren. Deren Ziel war es, den Fokus der Wissenschaft, die sich bislang eher auf negative Aspekte (z. B. Psychische Störungen) konzentrierte, um positive Aspekte (z. B. Glück, Optimismus, Vertrauen) zu erweitern.

## Komponenten
Obwohl SWB oft synonym für Glück gebraucht wird, ist zu beachten, dass es sich um einen Sammelbegriff handelt, der verschiedene Phänomene zusammenfasst. Ein breiterer Konsens besteht in der Zweiteilung von affektiven und kognitiven Aspekten. In einer frühen Arbeit zum Thema SWB identifizierte Ed Diener (1984) drei wesentliche voneinander unabhängige Komponenten des Subjektiven Wohlbefindens: Lebenszufriedenheit, Positiver Affekt, Negativer Affekt. Diener ergänzte später noch die Bereichszufriedenheit (1999).
Wird SWB anhand des kognitiven Aspekts der Lebenszufriedenheit gemessen, so ist dieses in der Bevölkerung normalverteilt. Das höchstmögliche Maß an Lebenszufriedenheit erreichen je nach untersuchter Bevölkerung 0,3–1,6 %. Wird SWB anhand der affektiven Aspekte erfasst, zeigt es eine positiv schiefe (rechtsschiefe) Verteilung.

## Einflussfaktoren
1974 untersuchte Richard Easterlin den Zusammenhang zwischen Einkommen und Glück und stellte fest, dass mehr Einkommen die Menschen nicht unbedingt glücklicher macht (siehe auch Easterlin-Paradox). Easterlin’s Ergebnisse waren nicht unumstritten und sind bis heute Grundlage weiterer Forschung auf internationaler und Mikro-Ebene.
Im Laufe der letzten Jahrzehnte wurde eine Vielzahl weiterer von Variablen und deren Wirkung auf das Subjektive Wohlbefinden untersucht, darunter Alter, Geschlecht, Persönlichkeit, Bildung, Arbeitsverhältnisse, Ehe, Religion, Dankbarkeit uvm.

## Beispiele
- Schulisches Wohlbefinden

## Theorien
Bislang gibt es keine umfassende Theorie, die alle Aspekte des Subjektiven Wohlbefindens erklären könnte. Bekannte Ansätze sind:
- hedonistische Adaptation, auch Habituation bzw. hedonistische Tretmühle (Brickman & Campbell, Michael W. Eysenck)
- opponent-process theory (Hering, Solomon)
- dynamic equilibrium model (Heady & Wearing)
- Sozialer Vergleich
- Salutonormativität